# Malacosaccus erectus
Malacosaccus erectus är en svampdjursart som beskrevs av Claude Lévi 1964. Malacosaccus erectus ingår i släktet Malacosaccus och familjen Euplectellidae.
Artens utbredningsområde är havet kring Australien. Inga underarter finns listade i Catalogue of Life.